# Vijfvoudige binding

De structuur van de vijfvoudige binding bij [CrC_{6}H_{3}-2,6-(C_{6}H_{3}-2,6-(CHMe_{2})_{2})_{2}]_{2}

Een vijfvoudige binding is een covalente binding tussen twee atomen door vijf elektronenparen.
Door Philip Power et al. werd in november 2005 voor het eerst een vijfvoudige binding ontdekt, die bestaat uit de metaal-metaalbinding Ar–Cr2–Ar (donkerrode kristallen, thermisch stabiel tot 200 °C) met een aryl-rest (Ar = terfenyl-ligand C6H3-2,6-(C6H3-2,6-iPr2)2).
De binding bestaat uit de volgende enkele bindingen:
- Een sigma-binding ontstaan door overlap van twee dz²-orbitalen
- Twee pi-bindingen ontstaan door zijdelingse overlap van een dyz- en een dxz-orbitaal
- Twee delta-bindingen ontstaan door overlap van twee dxy- en dx2-y2-orbitalen

Daarmee onderscheidt de vijfvoudige binding zich alleen door een extra delta-binding van de viervoudige binding.
Ook zijn er vijfvoudige bindingen bekend op basis van N-donorliganden.

## Synthese
Vijfvoudige bindingen worden meestal verkregen door reductie van een dimetaal met behulp van kaliumgrafiet (KC8). Hierdoor komen valentie-elektronen beschikbaar voor de vijfvoudige binding.